# 1 Канадська механізована група бригад

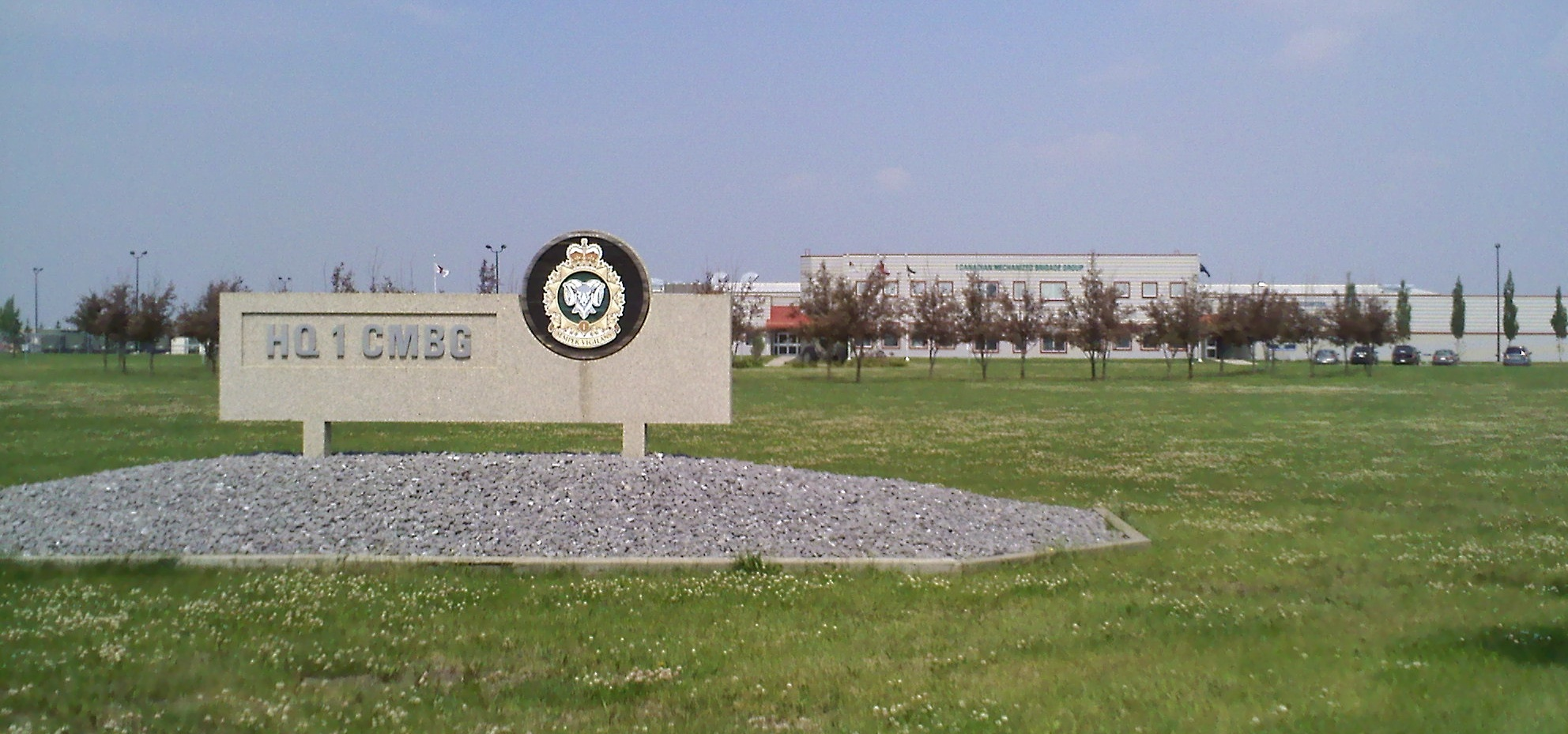
Штаб

1 канадська група механізованих бригад ( 1 КГМБ; Французька: 1er Groupe-brigade mécanisé du Canada, 1 GBMC) — бригадна група збройних сил Канади, яка входить до складу 3-ї канадської дивізії армії Канади . Спочатку штаб-квартира базувалася на військовій базі Калгарі, зараз базується в Едмонтон в Альберті з двома основними підрозділами на військовій базі Шайло в Манітобі та складається з восьми підрозділів регулярних сил.

## Історія
Бригада була створена 14 жовтня 1953 року в Європі. 
- 1-ша Канадська піхотна бригада створена 14 жовтня 1953 року
- У жовтні 1955 року 1-ша Канадська бригадна піхотна група перейменована
- 1 Бойова група перепроектована в 1972 році
- У 1976 році перепроектована 1 Канадська бригадна група
- У 1992 році перепроектована 1 Канадська Механізована бригадна група

У 1989 році в розпал Холодної війни 1-ша Канадська Механізована Піхотна Дивізія складалася з трьох бригад, одна з яких була 1-ю Канадською Бригадною Групою. Вона мала таку структуру: 
- Штаб-квартира в Калгарі
  - Кіннота лорда Стреткони (Королівські канадці) – броньована розвідка
  - 1-й батальйон, Канадська легка піхота принцеси Патриції – механізована
  - 3-й батальйон, Канадська легка піхота принцеси Патриції – механізована
  - 3-й полк Канадської королівської кінної артилерії – самохідна артилерія
  - 1-й саперний полк королівських Канадських інженерів – електрики
  - 408 Тактична вертолітна ескадрилья – легка вертолітна підтримка

1 КГМБ відправила контингент із приблизно 200 осіб для штаб-квартири оперативної групи в Кандагарі на дев’ятимісячну ротацію, починаючи з лютого 2009 року, також приблизно 2500 осіб для оперативної групи у вересні 2009 року на шестимісячний тур.

## Структура
Вісім груп, які складаються з 1 КГМБ це: 
|  | одиниця                                                  | Тип                        | Місцезнаходження |
|  | -------------------------------------------------------- | -------------------------- | ---------------- |
|  | Штаб 1 КГМБ та ескадрилья зв’язку                        | Штаб і зв'язок             | база Едмонтон    |
|  | 1-й полк Канадської королівської кінної артилерії        | Артилерія                  | база Шайло       |
|  | Кіннота лорда Страткони (Королівські канадці)            | Броньовані                 | база Едмонтон    |
|  | 1 саперний полк                                          | Бронетанкові сапери        | база Едмонтон    |
|  | 1-й батальйон Канадської легкої піхоти принцеси Патриції | Механізована піхота        | база Едмонтон    |
|  | 2-й батальйон Канадської легкої піхоти принцеси Патриції | Механізована піхота        | база Шайло       |
|  | 3-й батальйон Канадської легкої піхоти принцеси Патриції | Легка піхота               | база Едмонтон    |
|  | 1 батальйон обслуговування                               | Підтримка бойових операцій | база Едмонтон    |

Будова 1 КГМБ

1 КГМБ розміщується разом із трьома регулярними підрозділами сил, які не входять до формування, і часто діє поруч із ними:
| 408 Тактична вертолітна ескадрилья з 1 крила,                       |
| 1 Польова амбулаторія of Канадські сили медичного обслуговування, й |
| 1 Полк військової поліції Канадської військово-поліцейської групи.  |

## Дивись також
- Military history of Canada
- History of the Canadian Army
- Canadian Forces
- List of armouries in Canada

## Зовнішні посилання
- Офіційний сайт